# Norrish Creek
Norrish Creek är ett vattendrag i Kanada.   Det ligger i provinsen British Columbia, i den södra delen av landet, 3 500 km väster om huvudstaden Ottawa.
I omgivningarna runt Norrish Creek växer i huvudsak barrskog. Runt Norrish Creek är det ganska tätbefolkat, med 166 invånare per kvadratkilometer.